# Park Orchards
Park Orchards är en del av en befolkad plats i Australien. Den ligger i kommunen Manningham och delstaten Victoria, omkring 22 kilometer öster om delstatshuvudstaden Melbourne. Antalet invånare är 3 718.
Runt Park Orchards är det mycket tätbefolkat, med 1 632 invånare per kvadratkilometer.. Närmaste större samhälle är Reservoir, omkring 20 kilometer väster om Park Orchards.
Runt Park Orchards är det i huvudsak tätbebyggt. Genomsnittlig årsnederbörd är 1 244 millimeter. Den regnigaste månaden är juli, med i genomsnitt 140 mm nederbörd, och den torraste är januari, med 49 mm nederbörd.